# Paulmy
Paulmy est une commune française du département d'Indre-et-Loire, en région Centre-Val de Loire.

## Géographie

### Hydrographie

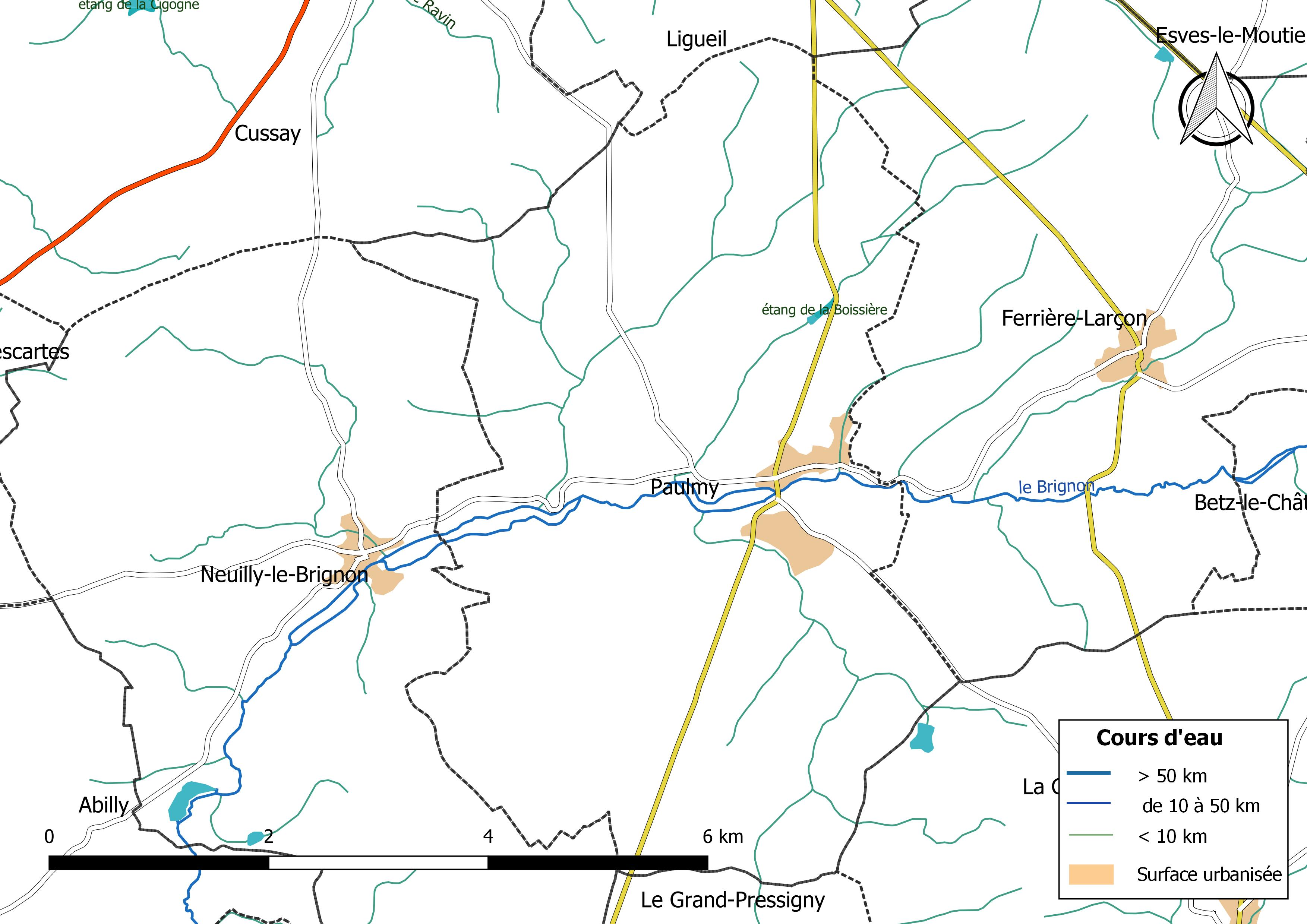
Réseau hydrographique de Paulmy.

Le réseau hydrographique communal, d'une longueur totale de 31,09 km, comprend un cours d'eau notable, le Brignon (4,714 km), et divers petits cours d'eau pour certains temporaires,.
Le Brignon, d'une longueur totale de 26,3 km, prend sa source à 127 mètres d'altitude sur le territoire de la commune de Saint-Flovier, traverse la commune d'est en ouest et se jette  dans la Claise à Abilly, après avoir traversé 7 communes. 
Sur le plan piscicole, le Brignon est classé en deuxième catégorie piscicole. Le groupe biologique dominant est constitué essentiellement de poissons blancs (cyprinidés) et de carnassiers (brochet, sandre et perche).
Deux zones humides ont été répertoriées sur la commune par la direction départementale des territoires (DDT) et le Conseil départemental d'Indre-et-Loire : « la vallée du Brignon du Moulin du Foulon au Châtelier » et « la vallée du Ruisseau de l'l'étang de Bois de la Chûte à Pauvrelay »,.

### Climat
Pour des articles plus généraux, voir Climat du Centre-Val de Loire et Climat d'Indre-et-Loire.
En 2010, le climat de la commune est de type climat océanique dégradé des plaines du Centre et du Nord, selon une étude du CNRS s'appuyant sur une série de données couvrant la période 1971-2000. En 2020, Météo-France publie une typologie des climats de la France métropolitaine dans laquelle la commune est exposée à un climat océanique altéré et est dans la région climatique Centre et contreforts nord du Massif Central, caractérisée par un air sec en été et un bon ensoleillement.
Pour la période 1971-2000, la température annuelle moyenne est de 11,2 °C, avec une amplitude thermique annuelle de 14,7 °C. Le cumul annuel moyen de précipitations est de 721 mm, avec 11 jours de précipitations en janvier et 6,5 jours en juillet. Pour la période 1991-2020, la température moyenne annuelle observée sur la station météorologique de Météo-France la plus proche, sur la commune de Ferrière-Larçon à 3 km à vol d'oiseau, est de 12,2 °C et le cumul annuel moyen de précipitations est de 709,6 mm,. Pour l'avenir, les paramètres climatiques de la commune estimés pour 2050 selon différents scénarios d'émission de gaz à effet de serre sont consultables sur un site dédié publié par Météo-France en novembre 2022.

## Urbanisme

### Typologie
Au 1er janvier 2024, Paulmy est catégorisée commune rurale à habitat très dispersé, selon la nouvelle grille communale de densité à sept niveaux définie par l'Insee en 2022.
Elle est située hors unité urbaine et hors attraction des villes,.

### Occupation des sols
L'occupation des sols de la commune, telle qu'elle ressort de la base de données européenne d’occupation biophysique des sols Corine Land Cover (CLC), est marquée par l'importance des territoires agricoles (68 % en 2018), une proportion sensiblement équivalente à celle de 1990 (68,2 %). La répartition détaillée en 2018 est la suivante : 
terres arables (61,1 %), forêts (30,1 %), prairies (5,6 %), zones agricoles hétérogènes (1,3 %), milieux à végétation arbustive et/ou herbacée (1 %), zones urbanisées (0,9 %). L'évolution de l’occupation des sols de la commune et de ses infrastructures peut être observée sur les différentes représentations cartographiques du territoire : la carte de Cassini (XVIIIe siècle), la carte d'état-major (1820-1866) et les cartes ou photos aériennes de l'IGN pour la période actuelle (1950 à aujourd'hui).

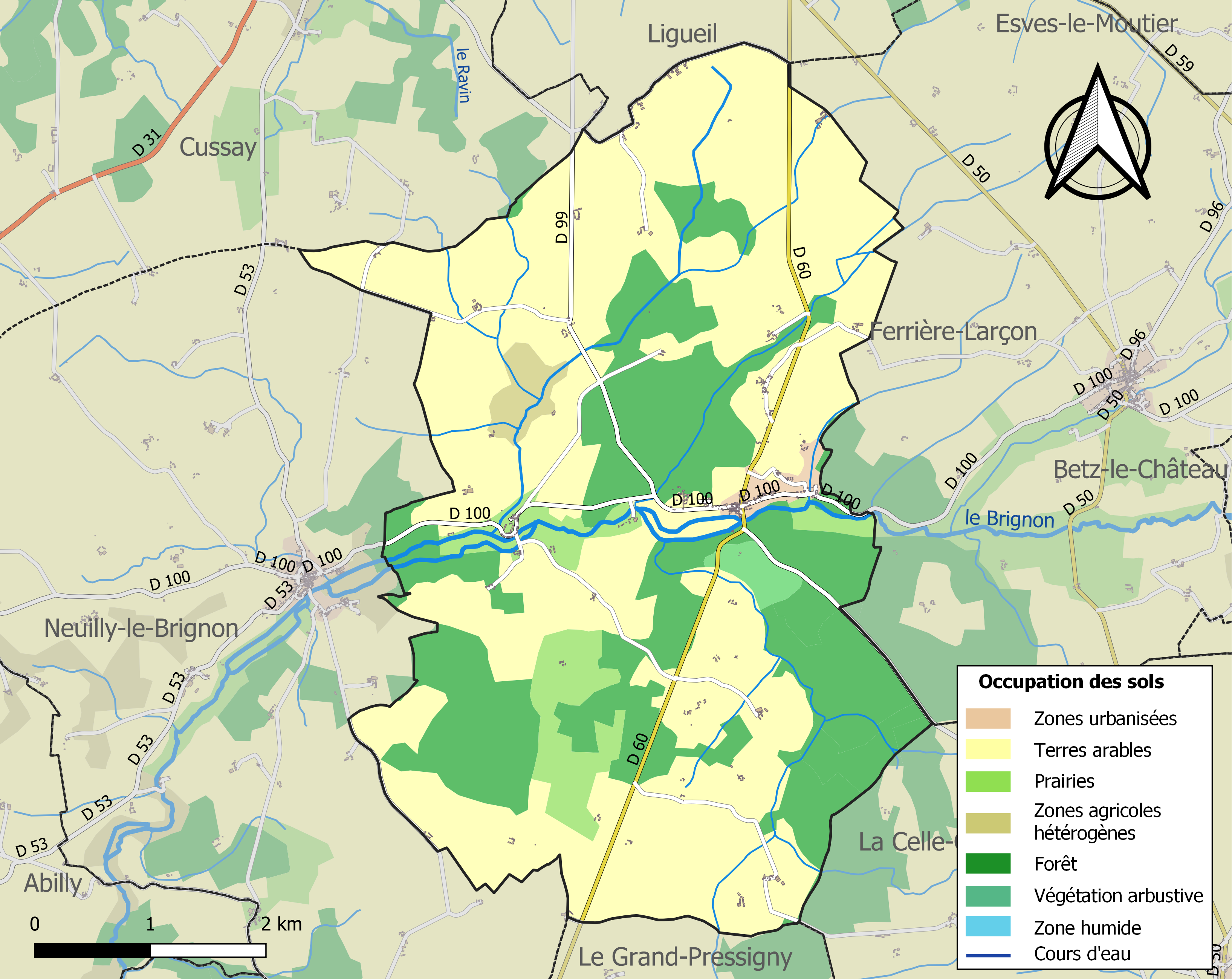
Carte des infrastructures et de l'occupation des sols de la commune en 2018 (CLC).

### Risques majeurs
Le territoire de la commune de Paulmy est vulnérable à différents aléas naturels : météorologiques (tempête, orage, neige, grand froid, canicule ou sécheresse), feux de forêts et séisme (sismicité faible). Un site publié par le BRGM permet d'évaluer simplement et rapidement les risques d'un bien localisé soit par son adresse soit par le numéro de sa parcelle.
Pour anticiper une remontée des risques de feux de forêt et de végétation vers le nord de la France en lien avec le dérèglement climatique, les services de l’État en région Centre-Val de Loire (DREAL, DRAAF, DDT) avec les SDIS ont réalisé en 2021 un atlas régional du risque de feux de forêt, permettant d’améliorer la connaissance sur les massifs les plus exposés. La commune, étant pour partie dans le massif de Paulmy, est classée au niveau de risque 2, sur une échelle qui en comporte quatre (1 étant le niveau maximal).

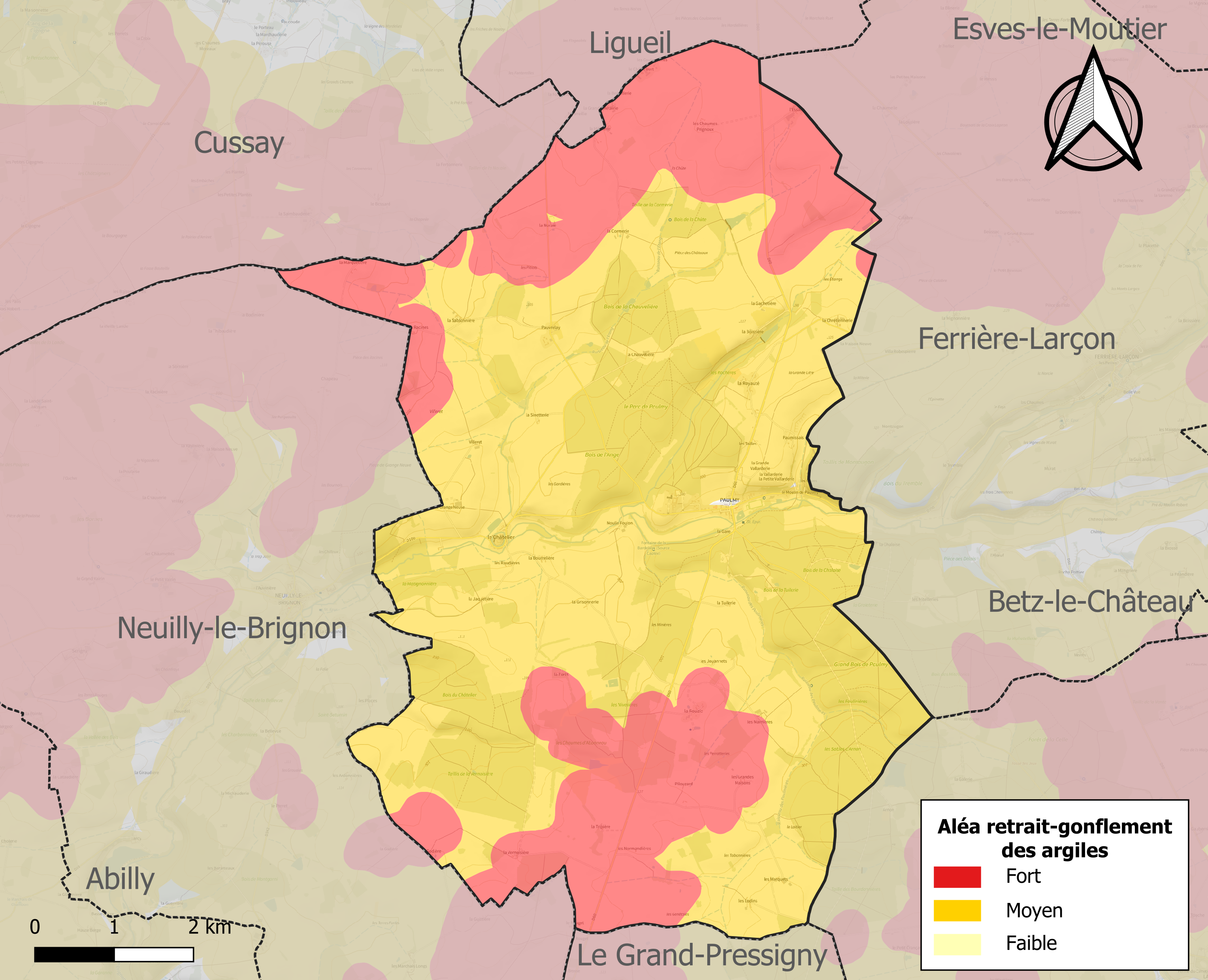
Carte des zones d'aléa retrait-gonflement des sols argileux de Paulmy.

Le retrait-gonflement des sols argileux est susceptible d'engendrer des dommages importants aux bâtiments en cas d’alternance de périodes de sécheresse et de pluie. La totalité de la commune est en aléa moyen ou fort (90,2 % au niveau départemental et 48,5 % au niveau national). Sur les 179 bâtiments dénombrés sur la commune en 2019, 172 sont en aléa moyen ou fort, soit 96 %, à comparer aux 91 % au niveau départemental et 54 % au niveau national. Une cartographie de l'exposition du territoire national au retrait gonflement des sols argileux est disponible sur le site du BRGM,.
Concernant les mouvements de terrains, la commune a été reconnue en état de catastrophe naturelle au titre des dommages causés par des mouvements de terrain en 1999.

## Histoire

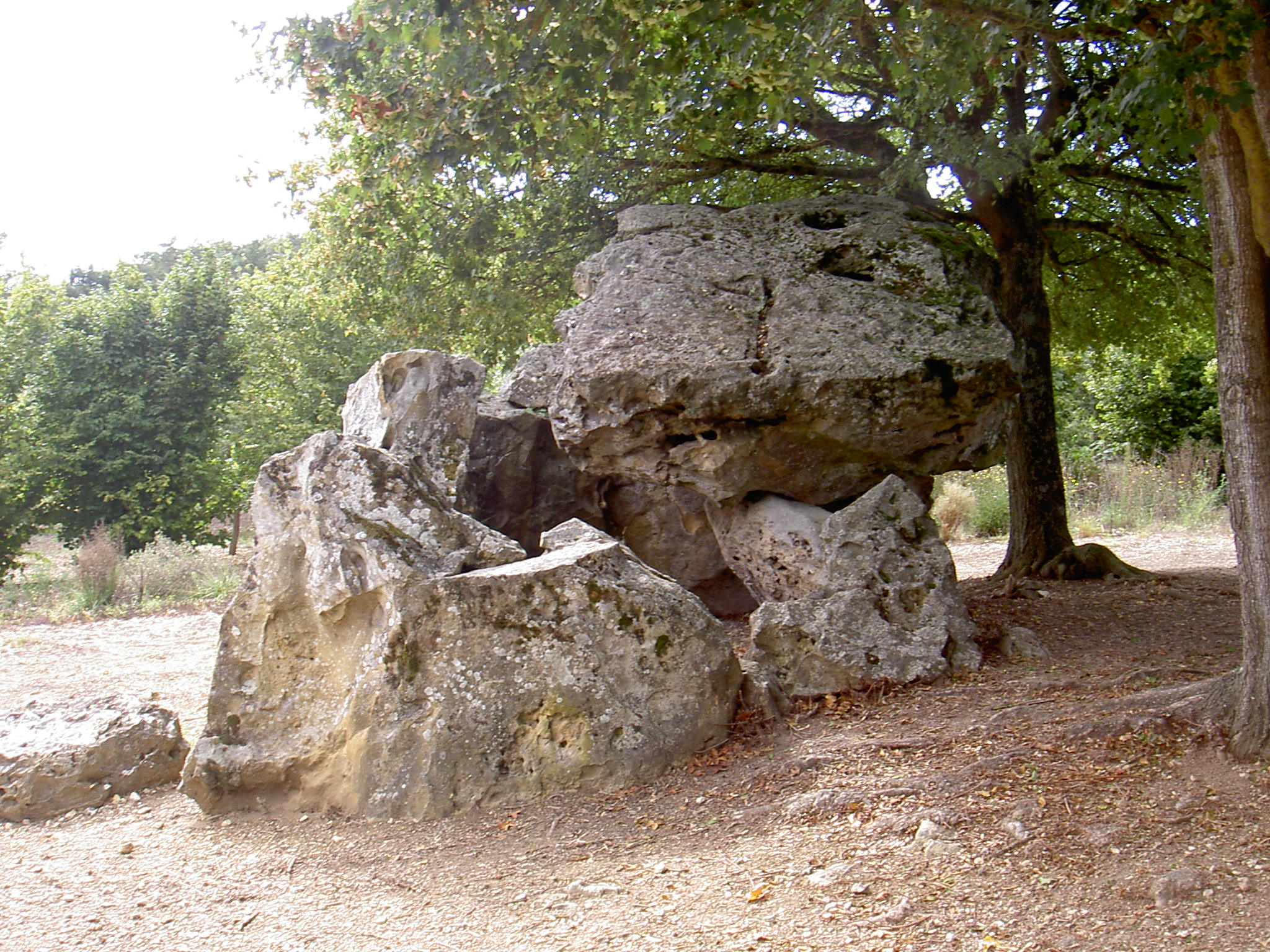
Le dolmen néolithique de la Pierre Chaude.

Le territoire de la commune connaît une occupation depuis les temps préhistoriques. Ainsi, outre quelques traces paléolithiques à Pauvrelay, on retrouve une occupation néolithique, matérialisée notamment par le dolmen de la Pierre Chaude, fouillé en 1887.
De l'âge du fer date la statue à torque retrouvée à Pauvrelay. Cette statue est peut-être à mettre en relation avec le camp de Brenne, structure attribuée aux Gaulois mais peut-être plus justement néolithique, à cheval entre les communes de Paulmy et de Neuilly-le-Brignon. Une villa gallo-romaine et une nécropole mérovingienne ont été identifiées au lieu-dit la Cormerie.
Au XIIIe siècle, le territoire de Paulmy est la propriété d'Étienne de Voyer. La famille de Voyer conserve cette terre de 1244 à 1842, avec une interruption entre 1675 et 1742. Le château de Paulmy, construit au XIIe siècle, est détruit une première fois par les Anglais en 1420, lors de la guerre de Cent Ans. Reconstruit en 1449, il subit de nouveaux dégâts lors des guerres de religion. En effet, sur la commune se trouve un autre château, le château du Châtellier, également du XIIe, celui-ci était au XVIe siècle un bastion protestant.

## Politique et administration
| Période                                  | Période   | Identité         | Étiquette | Qualité |
| ---------------------------------------- | --------- | ---------------- | --------- | ------- |
| mars 2001                                | mars 2008 | Philippe Lion    |           |         |
| mars 2008                                | mars 2014 | Gérard Brault    |           |         |
| mars 2014                                | En cours  | Dominique Frelon | dvd       | Artisan |
| Les données manquantes sont à compléter. |           |                  |           |         |

## Population et société

### Démographie

#### Évolution démographique
L'évolution du nombre d'habitants est connue à travers les recensements de la population effectués dans la commune depuis 1793. Pour les communes de moins de 10 000 habitants, une enquête de recensement portant sur toute la population est réalisée tous les cinq ans, les populations de référence des années intermédiaires étant quant à elles estimées par interpolation ou extrapolation. Pour la commune, le premier recensement exhaustif entrant dans le cadre du nouveau dispositif a été réalisé en 2006.

En 2022, la commune comptait 238 habitants, en évolution de +2,59 % par rapport à 2016 (Indre-et-Loire : +1,67 %, France hors Mayotte : +2,11 %).
| 1793 | 1800 | 1806 | 1821 | 1831 | 1836 | 1841 | 1846 | 1851 |
| ---- | ---- | ---- | ---- | ---- | ---- | ---- | ---- | ---- |
| 660  | 700  | 611  | 704  | 732  | 753  | 711  | 729  | 750  |

| 1856 | 1861 | 1866 | 1872 | 1876 | 1881 | 1886 | 1891 | 1896 |
| ---- | ---- | ---- | ---- | ---- | ---- | ---- | ---- | ---- |
| 713  | 720  | 692  | 609  | 619  | 594  | 611  | 589  | 568  |

| 1901 | 1906 | 1911 | 1921 | 1926 | 1931 | 1936 | 1946 | 1954 |
| ---- | ---- | ---- | ---- | ---- | ---- | ---- | ---- | ---- |
| 545  | 543  | 516  | 514  | 529  | 603  | 562  | 538  | 556  |

| 1962 | 1968 | 1975 | 1982 | 1990 | 1999 | 2006 | 2011 | 2016 |
| ---- | ---- | ---- | ---- | ---- | ---- | ---- | ---- | ---- |
| 519  | 523  | 437  | 318  | 269  | 261  | 259  | 237  | 232  |

| 2021 | 2022 | - | - | - | - | - | - | - |
| ---- | ---- | - | - | - | - | - | - | - |
| 237  | 238  | - | - | - | - | - | - | - |

#### Pyramide des âges
La population de la commune est relativement âgée.
En 2018, le taux de personnes d'un âge inférieur à 30 ans s'élève à 26,5 %, soit en dessous de la moyenne départementale (34,9 %). À l'inverse, le taux de personnes d'âge supérieur à 60 ans est de 33,8 % la même année, alors qu'il est de 27,8 % au niveau départemental.
En 2018, la commune comptait 117 hommes pour 116 femmes, soit un taux de 50,21 % d'hommes, largement supérieur au taux départemental (48,09 %).
Les pyramides des âges de la commune et du département s'établissent comme suit.
| Hommes | Classe d’âge | Femmes |
| ------ | ------------ | ------ |
| 0,9    | 90 ou +      | 0,9    |
| 12,8   | 75-89 ans    | 12,8   |
| 19,7   | 60-74 ans    | 20,6   |
| 22,3   | 45-59 ans    | 26,6   |
| 15,6   | 30-44 ans    | 14,8   |
| 10,4   | 15-29 ans    | 9,5    |
| 18,3   | 0-14 ans     | 14,8   |

| Hommes | Classe d’âge | Femmes |
| ------ | ------------ | ------ |
| 0,9    | 90 ou +      | 2,2    |
| 7,9    | 75-89 ans    | 10,2   |
| 17,3   | 60-74 ans    | 18,1   |
| 19,8   | 45-59 ans    | 19,1   |
| 17,9   | 30-44 ans    | 17,2   |
| 18,5   | 15-29 ans    | 17,5   |
| 17,6   | 0-14 ans     | 15,6   |

## Culture locale et patrimoine

### Lieux et monuments

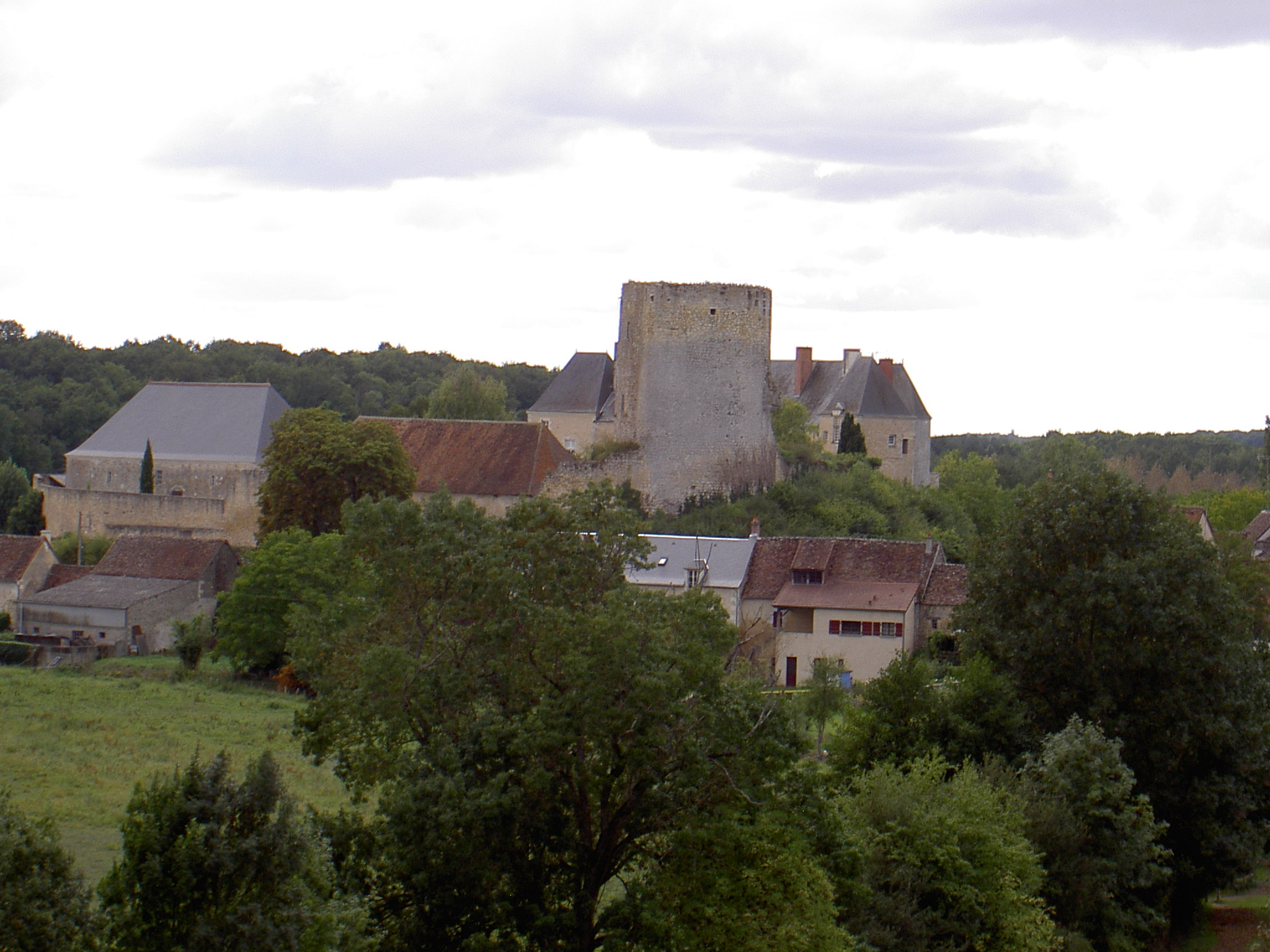
Le château du Châtelier

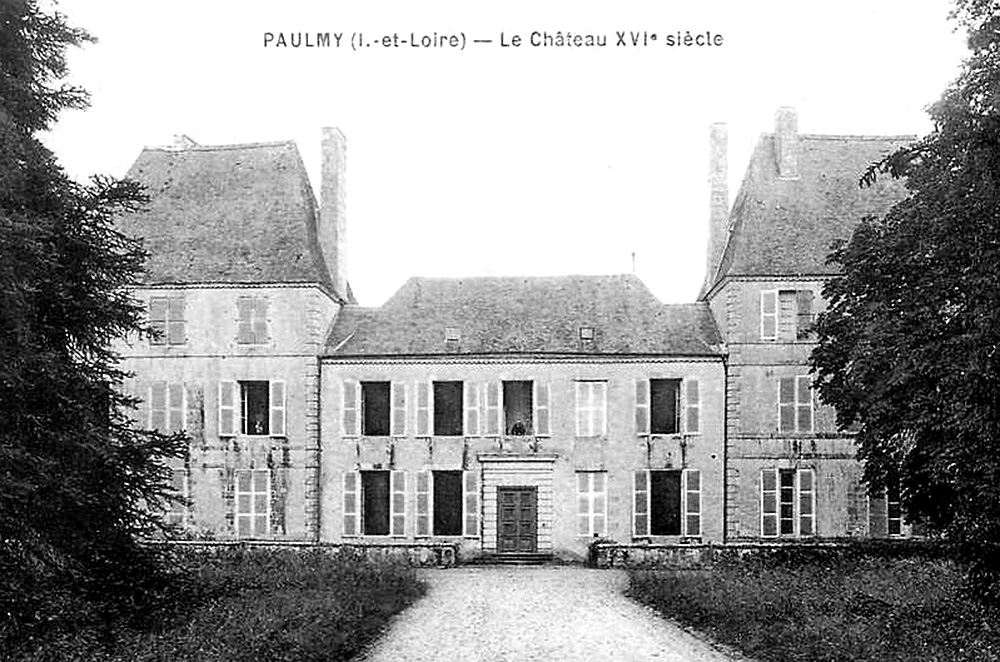
Le château de Paulmy

#### Vestiges préhistoriques et antiques
- Dolmen de la Pierre Chaude (monument historique).
- Statue de la Tène.
- Vestiges d'une villa gallo-romaine à la Cormerie.
- Vestiges d'une nécropole mérovingienne à la Cormerie.

#### Architecture civile
- Château du Châtelier, Moyen Âge.
- Château de Paulmy, XVe et XVIIe siècles.

#### Architecture sacrée
- Église Sainte-Croix, fin XVIe siècle.

### Personnalités liées à la commune
- Marc-René de Voyer d'Argenson. Ses restes reposent en l'église de Paulmy, lieu de sépulture de sa famille.